# La Gavia Chica
La Gavia Chica är en ort i Mexiko.   Den ligger i kommunen Victoria och delstaten Guanajuato, i den centrala delen av landet, 240 km nordväst om huvudstaden Mexico City. La Gavia Chica ligger 1 976 meter över havet och antalet invånare är 101.
Terrängen runt La Gavia Chica är kuperad. Runt La Gavia Chica är det glesbefolkat, med 18 invånare per kvadratkilometer. Närmaste större samhälle är Doctor Mora, 17,9 km söder om La Gavia Chica. Trakten runt La Gavia Chica består i huvudsak av gräsmarker.